# Clark Fork
Pour les articles homonymes, voir Clark Fork (homonymie).
Ne doit pas être confondu avec Clarks Fork Yellowstone.
La Clark Fork est une rivière du Montana et de l'Idaho, aux États-Unis. C'est un affluent du fleuve Columbia à travers la Pend Oreille. Elle est nommé d’après William Clark, un des promoteur de l’expédition Lewis et Clark de 1806. Plus grande rivière du Montana en volume, elle draine une vaste région des montagnes Rocheuses de l’ouest du Montana et du nord de l’Idaho dans le bassin versant du fleuve Columbia.